# Клаус Шютц
Клаус Шютц (17 вересня 1926 — 29 листопада 2012) — німецький політик, був мером Західного Берліна з 1967 по 1977 рік, член Соціал-демократичної партії (СДПН).

## Раннє життя

### Молодість і Друга світова війна
Клаус Шютц народився в Гейдельберзі 17 вересня 1926 року. Шютц був сином адвоката і виріс у Берліні. Після закінчення середньої школи він був призваний до армії в 1944 році як помічник зенітника. В останні дні війни був важко поранений в Італії, внаслідок чого його права рука залишилася паралізованою на все життя.

### Університетська та ліва політика
Після закінчення війни Шютц почав вивчати історію та німецьку мову в Університеті Гумбольдта в Берліні. Він приєднався до робочої групи студентів-соціал-демократів і був членом студентської ради з 1947 року. Незабаром після цього він став делегатом Вільмерсдорферських молодих соціалістів у державному комітеті Соціал-демократичної партії (СДПН). Коли в червні 1948 року троє його однокурсників були виселені адміністрацією Університету Гумбольдта, розташованого в радянській окупаційній зоні, Шютц разом з іншими членами студентської ради подав у відставку і перейшов до Вільного університету в американському секторі. У 1949 році він закінчив додатковий курс політології в Гарвардському університеті в США.

## Політична кар'єра

### Початок політичної кар'єри
Він повернувся до Берліна, і Шютц отримав посаду асистента в Інституті політичних наук Вільного університету. У 1951 році Берлінські молоді соціалісти обрали його своїм головою. Відтоді його підтримував переважно Віллі Брандт, чиїм наступником він був на посаді голови СДПН Вільмерсдорфера. З 1955 по 1957 рік був членом Берлінської палати представників, а з 1958 по 1961 рік — німецького Бундестагу. Під час федеральної виборчої кампанії 1961 року очолював виборчий штаб Віллі Брандта. Коли Віллі Брандт став міністром закордонних справ, Шютц пішов за своїм наставником, який зробив його державним секретарем у Міністерстві закордонних справ. У 1967 році Шютц був обраний мером міста після відставки Генріха Альбертца, після того, як під час демонстрації поліцейський застрелив студента Бенно Оннесорга.

### Мер Берліна
На час перебування Шютца на посаді мера припала фаза глобального політичного заспокоєння після холодної війни, відома як «розрядка». Це знайшло своє відображення у підписаній в Берліні Угоді чотирьох держав, яка підтвердила існування прав та обов'язків чотирьох держав щодо майбутнього Берліна та Німеччини, а також покращила пересування та зв'язок між двома частинами міста і принесла численні покращення для мешканців західних секторів. Через шість місяців після цієї угоди було укладено Основний договір, за яким Західна і Східна Німеччина вперше визнали одна одну суверенними державами, а Західна Німеччина відмовилася від доктрини Гальштейна на користь «Остполітики» (Ostpolitik).
СДПН Шютца зазнала поразки на земельних виборах 1971 року в Західному Берліні, але знову здобула абсолютну більшість — 50,4 %. Після цього СДПН розірвала коаліцію з Вільною демократичною партією (ВДП) і відтоді керувала країною одноосібно. Однак внутрішньопартійна боротьба тривала, і в 1975 році СДПН остаточно втратила абсолютну більшість у парламенті, а найбільшою партією став Християнсько-демократичний союз (ХДС). Тоді Шютц сформував ще одну коаліцію, знову зі СвДП. Але скандали і справи дедалі більше послаблювали його уряд. Коли сенатор внутрішніх справ Нойбауер був змушений визнати порушення у зв'язку з доходами від посади в наглядовій раді, Шютц здався. 2 травня 1977 року він подав у відставку з посади бургомістра, а трохи згодом — і з посади державного голови СДПН.

### Пост-мерська влада
Після відставки з посади мера працював послом ФРН в Ізраїлі з 1977 по 1981 рік. Пізніше очолив телерадіокомпанію «Німецька хвиля», а потім став директором Державної телерадіомовної корпорації землі Північний Рейн-Вестфалія. Після виходу у відставку Клаус Шютц повернувся до Берліна в 1992 році, щоб присвятити себе журналістській роботі та діяльності на посаді президента Берлінського регіонального об'єднання Німецького Червоного Хреста.

## Смерть
Шютц помер 29 листопада 2012 року у віці 86 років від пневмонії в Берліні.

## Особисте життя
У 1952 році Шютц одружився з Адельхайд (1924—2006), донькою священника.

## Нагороди
- 1972 рік : Великий хрест за заслуги перед Федеративною Республікою Німеччина
- 1975 рік: Великий Хрест Заслуги із зіркою та наплічною стрічкою
- 2006 рік: Орден «За заслуги перед державою Берлін».